# شوطسيات
الشوطسيات (الاسم العلمي: Anomiidae)، هي فصيلة من الحيوانات البحرية، وتتبع الرخويات البحرية ذوات الصدفتين المرتبطة بالأسقلوب والمحار، والمعروفة باسم Anomiids. وتشتمل على سبعة أجناس.
تُعرف الفصيلة بعدة أسماء شائعة، بما في ذلك أصداف الجلجلة، وأظافر حورية البحر، ومحاريات السرج.